# سمك بلا حسك (فلم)
سمك بلا حسك فيلم دراما رومنسي سوري للثنائي دريد ونهاد عام 1977.

## قصة الفيلم
في قرية للصيادين على الساحل السوري، تنشأ قصة حب بين شاب (وليد) وصبية (ليلى)، ويتقد قلب (غوار) بالغيرة فيعمد لإحراق العرزال وهو سكران فيظن أنه قتل ليلى فيولي هارباً لمدة من الزمن، يسافر الشاب وليد للخارج بحثاً عن فرصة عمل لتوفير المال بغية الزواج بحبيبته ليلى، لكنه يتأخر وعندما يعود يجد بأن ليلى ما زالت وفية وعلى العهد، ورغم رفض (أم ليلى) الزواج بينهما، فيما يضحي غوار من أجل ليلى ووليد.

## طاقم العمل
تمثيل
- دريد لحام: غوار.
- صباح الجزائري: ليلى.
- سامية الجزائري: أم ليلى.
- وليد توفيق: وليد.
- كريم أبو شقرا: أبو وليد.
- نادين الخوري: ميري.
- علي دياب
- حسن بغدادي
- ياسين أرناؤوط

تأليف
- سمير الغصيني، دريد لحام: سيناريو وحوار.

إخراج
- سمير الغصيني: مخرج.
- محمد أبو الفتح: مساعد مخرج.
- سمير غريبة: مساعد مخرج.[2]

## أغاني الفيلم
- بعدو الحليوة: غناء وليد توفيق، إعداد شاكر بريخان
- بعدك عالبال: غناء وليد توفيق، ألحان ملحم بركات، كلمات طعان أسعد
- هل الأسمر الحلو: غناء دريد لحام